# Dražen Dalipagić
Dražen Dalipagić, född 27 november 1951 i Mostar i Bosnien och Hercegovina (i dåvarande Jugoslavien), död 25 januari 2025 i Belgrad, Serbien, var en serbisk basketspelare som tävlade för Jugoslavien under sin aktiva karriär.